# Unser Star für Baku
Die deutsche Vorentscheidung zum Eurovision Song Contest 2012 wurde als Castingshow mit dem Titel Unser Star für Baku (Akronym USfB) veranstaltet. Sie lief vom 12. Januar bis zum 16. Februar 2012 in acht Livesendungen auf den Fernsehsendern ProSieben und Das Erste. Gewinner des Wettbewerbs war Roman Lob mit dem Lied Standing Still.

## Vorgeschichte
Nach den beiden vorangegangenen deutschen ESC-Auswahlverfahren beschlossen ProSieben und der für den Wettbewerb zuständige NDR, auch 2012 wieder die Fernsehzuschauer entscheiden zu lassen, welcher Interpret mit welchem Lied Deutschland im Finale des Wettbewerbs in Baku vertreten wird.
Am 15. Juni 2011 wurde offiziell eine weitere Zusammenarbeit zwischen der ARD und ProSieben angekündigt. Unser Star für Baku als Nachfolgeformat von Unser Song für Deutschland basierte auf dem gleichen Konzept wie Unser Star für Oslo. Thomas D übernahm die Rolle des Präsidenten der Fachjury und Produzenten des ESC-Liedes, nachdem Stefan Raab angekündigt hatte, sich weniger als in den beiden Jahren zuvor am ESC beteiligen zu wollen. Kurz vor der ersten Liveshow verkündeten die Veranstalter, dass es im Gegensatz zu den Castings 2010 und 2011 eine feste Jury geben werde. Neben Thomas D gehörten dazu Stefan Raab und Alina Süggeler, die Sängerin der Band Frida Gold.

## Konzept
Der Teilnehmer für das Finale des Eurovision Song Contests in Baku wurde in acht Fernsehsendungen ermittelt. In einem bundesweiten Casting konnten sich Kandidaten in einer „Castingbox“ bei ProSieben und bei Veranstaltungen diverser Radiosender bewerben. Die Jury wählte schließlich von mehreren tausend Bewerbern zwanzig Teilnehmer für die Fernsehshows aus.
Jeweils zehn der Kandidaten traten in den ersten beiden Ausscheidungsshows auf, fünf pro Sendung kamen weiter. In den beiden folgenden Shows schieden jeweils zwei Teilnehmer aus, in der fünften Show und im Viertelfinale je ein Teilnehmer. Im Halbfinale wurden aus den vier verbliebenen Kandidaten die beiden Finalisten ermittelt. Im Finale wählten die Zuschauer zuerst den Song, mit dem der Kandidat Deutschland in Aserbaidschan vertreten wird und anschließend aus den beiden verbliebenen Kandidaten den Sieger.
Die Entscheidung, welche Kandidaten weiterkamen, trafen ausschließlich die Fernsehzuschauer per Televoting. Mit der ständigen Einblendung der aktuellen Voting-Zwischenstände und des momentanen, prozentualen Abstimmungsergebnisses gab es ein Novum in deutschen Castingshows. Der Voting-Zwischenstand nach der anfänglichen Vorstellung der Kandidaten entschied über die Reihenfolge der Auftritte, wobei der zu diesem Zeitpunkt am schlechtesten bewertete Kandidat zuerst auftrat. Die Jury bewertete die Bewerber zwar, blieb aber ohne direkten Einfluss auf die Entscheidung.

## Sendungen
Alle acht Shows wurden live aus den TV-Studios in Köln-Mülheim, beginnend jeweils um 20:15 Uhr, gesendet. Die kooperierenden Sender ProSieben und Das Erste legten Ausstrahlungstermine und -sender wie folgt fest:
| Sendung              | Sendedatum       | Sender    | Kandidaten |
| -------------------- | ---------------- | --------- | ---------- |
| 1. Ausscheidungsshow | 12. Januar 2012  | ProSieben | 10         |
| 2. Ausscheidungsshow | 19. Januar 2012  | ProSieben | 10         |
| 3. Ausscheidungsshow | 26. Januar 2012  | ProSieben | 10         |
| 4. Ausscheidungsshow | 02. Februar 2012 | ProSieben | 08         |
| 5. Ausscheidungsshow | 06. Februar 2012 | ProSieben | 06         |
| Viertelfinalshow     | 09. Februar 2012 | Das Erste | 05         |
| Halbfinalshow        | 13. Februar 2012 | ProSieben | 04         |
| Finalshow            | 16. Februar 2012 | Das Erste | 02         |

### Erste Ausscheidungsshow
Die erste der fünf Ausscheidungsshows fand am 12. Januar 2012 statt. Von den zehn Teilnehmern wählten die Fernsehzuschauer fünf in die nächste Runde.
| 1. Ausscheidungsshow am 12. Januar 2012 | 1. Ausscheidungsshow am 12. Januar 2012 | 1. Ausscheidungsshow am 12. Januar 2012 | 1. Ausscheidungsshow am 12. Januar 2012 | 1. Ausscheidungsshow am 12. Januar 2012 | 1. Ausscheidungsshow am 12. Januar 2012 |
| Platz                                   | Startnr.                                | Kandidat                                | Lied                                    | Originalinterpret                       | Televoting                              |
| --------------------------------------- | --------------------------------------- | --------------------------------------- | --------------------------------------- | --------------------------------------- | --------------------------------------- |
| 01.                                     | 06                                      | Shelly Phillips                         | Valerie                                 | The Zutons                              | 015,5 %                                 |
| 02.                                     | 10                                      | Roman Lob                               | After Tonight                           | Justin Nozuka                           | 014,9 %                                 |
| 03.                                     | 08                                      | Céline Huber                            | Beautiful Disaster                      | Kelly Clarkson                          | 014,7 %                                 |
| 04.                                     | 03                                      | Leonie Burgmer                          | Stronger Than Me                        | Amy Winehouse                           | 014,7 %                                 |
| 05.                                     | 01                                      | Katja Petri                             | Marry You                               | Bruno Mars                              | 014,7 %                                 |
| 06.                                     | 05                                      | Kai Nötting                             | More                                    | Usher                                   | 014,5 %                                 |
| 07.                                     | 09                                      | Jil Rock                                | Moves Like Jagger                       | Maroon 5 (feat. Christina Aguilera)     | 05,9 %                                  |
| 08.                                     | 04                                      | Yasmin Gueroui                          | Not Fair                                | Lily Allen                              | 02,4 %                                  |
| 09.                                     | 07                                      | Salih Özcan                             | Señorita                                | Justin Timberlake                       | 01,7 %                                  |
| 10.                                     | 02                                      | Jan Verweij                             | Closer to the Edge                      | 30 Seconds to Mars                      | 01,0 %                                  |

 Kandidat hat sich für die nächste Runde qualifiziert.

### Zweite Ausscheidungsshow
Die zweite der fünf Ausscheidungsshows fand am 19. Januar 2012 statt. Von den wiederum zehn Teilnehmern wählten die Fernsehzuschauer erneut fünf in die nächste Runde.
| 2. Ausscheidungsshow am 19. Januar 2012 | 2. Ausscheidungsshow am 19. Januar 2012 | 2. Ausscheidungsshow am 19. Januar 2012 | 2. Ausscheidungsshow am 19. Januar 2012 | 2. Ausscheidungsshow am 19. Januar 2012 | 2. Ausscheidungsshow am 19. Januar 2012 |
| Platz                                   | Startnr.                                | Kandidat                                | Lied                                    | Originalinterpret                       | Televoting                              |
| --------------------------------------- | --------------------------------------- | --------------------------------------- | --------------------------------------- | --------------------------------------- | --------------------------------------- |
| 01.                                     | 06                                      | Rachel Scharnberg                       | My Baby Left Me                         | Rox                                     | 013,3 %                                 |
| 02.                                     | 09                                      | Yana Gercke                             | Price Tag                               | Jessie J (feat. B.o.B.)                 | 013,0 %                                 |
| 03.                                     | 03                                      | Sebastian Dey                           | This Love                               | Maroon 5                                | 012,7 %                                 |
| 04.                                     | 08                                      | Umut Anil                               | Straight Up                             | Paula Abdul                             | 012,5 %                                 |
| 05.                                     | 05                                      | Ornella De Santis                       | Slow Motion                             | Karina Pasian                           | 012,3 %                                 |
| 06.                                     | 10                                      | Vera Reissmüller                        | Fooled Me Again                         | Lady Gaga                               | 012,3 %                                 |
| 07.                                     | 01                                      | Andrew Fischer                          | Tears in Heaven                         | Eric Clapton                            | 09,4 %                                  |
| 08.                                     | 07                                      | Tina Sander                             | Geronimo                                | Aura Dione                              | 07,1 %                                  |
| 09.                                     | 04                                      | Jörg Müller-Lornsen                     | Maybe Tomorrow                          | Stereophonics                           | 04,0 %                                  |
| 10.                                     | 02                                      | Polly Zeiler                            | Grenade                                 | Bruno Mars                              | 03,4 %                                  |

 Kandidat hat sich für die nächste Runde qualifiziert.

### Dritte Ausscheidungsshow
Die dritte der fünf Ausscheidungsshows fand am 26. Januar 2012 statt. Die verbliebenen zehn Kandidaten der ersten und zweiten Show traten gegeneinander an. Die Fernsehzuschauer wählten acht Teilnehmer in die nächste Runde.
| 3. Ausscheidungsshow am 26. Januar 2012 | 3. Ausscheidungsshow am 26. Januar 2012 | 3. Ausscheidungsshow am 26. Januar 2012 | 3. Ausscheidungsshow am 26. Januar 2012 | 3. Ausscheidungsshow am 26. Januar 2012 | 3. Ausscheidungsshow am 26. Januar 2012 |
| Platz                                   | Startnr.                                | Kandidat                                | Lied                                    | Originalinterpret                       | Televoting                              |
| --------------------------------------- | --------------------------------------- | --------------------------------------- | --------------------------------------- | --------------------------------------- | --------------------------------------- |
| 01.                                     | 10                                      | Roman Lob                               | Easy                                    | The Commodores                          | 011,4 %                                 |
| 02.                                     | 06                                      | Céline Huber                            | How Come U Don’t Call Me Anymore        | Prince                                  | 010,3 %                                 |
| 03.                                     | 07                                      | Ornella De Santis                       | I Want You Back                         | Jackson Five                            | 010,1 %                                 |
| 04.                                     | 09                                      | Yana Gercke                             | Roxanne                                 | The Police                              | 010,1 %                                 |
| 05.                                     | 03                                      | Sebastian Dey                           | Amnesie (Eigenkomposition)              | Das Expeditionsteam                     | 09,9 %                                  |
| 06.                                     | 08                                      | Shelly Phillips                         | Fuck You!                               | CeeLo Green                             | 09,8 %                                  |
| 07.                                     | 05                                      | Umut Anil                               | Weitergehen                             | Tim Bendzko                             | 09,8 %                                  |
| 08.                                     | 04                                      | Katja Petri                             | Lego House                              | Ed Sheeran                              | 09,6 %                                  |
| 09.                                     | 02                                      | Leonie Burgmer                          | I Love Your Smile                       | Charlie Winston                         | 09,6 %                                  |
| 10.                                     | 01                                      | Rachel Scharnberg                       | Like a Star                             | Corinne Bailey Rae                      | 09,4 %                                  |

 Kandidat hat sich für die nächste Runde qualifiziert.

### Vierte Ausscheidungsshow
Die vierte der fünf Ausscheidungsshows fand am 2. Februar 2012 statt. Die verbliebenen acht Kandidaten der dritten Show traten gegeneinander an. Die Fernsehzuschauer wählten diesmal per Televoting-Countdown sechs Teilnehmer in die nächste Runde. Es wurde nicht wie bisher ein einziger Countdown von 60 Sekunden für das Votingende ausgelöst, sondern für jede zum Weiterkommen führende Platzierung ein eigener, so dass nach jeweils einer kurzen Pause nacheinander die Plätze eins bis sechs bestimmt wurden. Die Anrufzahlen bereits platzierter Kandidaten wurden dabei eingefroren und deren Leitung geschlossen. Die Stimmanteile nehmen deshalb nicht mehr zwangsläufig mit jedem Rang ab und ergeben in der Summe mehr als 100 Prozent.
| 4. Ausscheidungsshow am 2. Februar 2012 | 4. Ausscheidungsshow am 2. Februar 2012 | 4. Ausscheidungsshow am 2. Februar 2012 | 4. Ausscheidungsshow am 2. Februar 2012 | 4. Ausscheidungsshow am 2. Februar 2012 | 4. Ausscheidungsshow am 2. Februar 2012 |
| Rang                                    | Startnr.                                | Kandidat                                | Titel                                   | Originalinterpret                       | Televoting-Countdown                    |
| --------------------------------------- | --------------------------------------- | --------------------------------------- | --------------------------------------- | --------------------------------------- | --------------------------------------- |
| 1.                                      | 8                                       | Roman Lob                               | Drops of Jupiter                        | Train                                   | 017,0 %                                 |
| 2.                                      | 7                                       | Yana Gercke                             | Titanium                                | David Guetta (feat. Sia)                | 017,2 %                                 |
| 3.                                      | 6                                       | Ornella De Santis                       | Try                                     | Nelly Furtado                           | 012,8 %                                 |
| 4.                                      | 5                                       | Shelly Phillips                         | Waterfalls                              | TLC                                     | 013,6 %                                 |
| 5.                                      | 3                                       | Céline Huber                            | Right to Be Wrong                       | Joss Stone                              | 013,8 %                                 |
| 6.                                      | 2                                       | Katja Petri                             | The ’59 Sound                           | The Gaslight Anthem                     | 017,5 %                                 |
| 7.                                      | 4                                       | Umut Anil                               | Someone like You                        | Adele                                   | 016,1 %                                 |
| 8.                                      | 1                                       | Sebastian Dey                           | Hey, Hey, Hey (Eigenkomposition)        | Das Expeditionsteam                     | 06,0 %                                  |

 Kandidat hat sich für die nächste Runde qualifiziert.
Bestes Ergebnis nach dem ersten Televoting-Countdown
Bestes Ergebnis nach dem zweiten Televoting-Countdown
Bestes Ergebnis nach dem dritten Televoting-Countdown
Bestes Ergebnis nach dem vierten Televoting-Countdown
Bestes Ergebnis nach dem fünften Televoting-Countdown
Ergebnisse nach dem sechsten Televoting-Countdown

### Fünfte Ausscheidungsshow
Die letzte der fünf Ausscheidungsshows fand am 6. Februar 2012 statt. Die verbliebenen sechs Kandidaten der vierten Show traten gegeneinander an. Die Fernsehzuschauer wählten diesmal per Televoting-Countdown fünf Teilnehmer in die nächste Runde.
| 5. Ausscheidungsshow am 6. Februar 2012 | 5. Ausscheidungsshow am 6. Februar 2012 | 5. Ausscheidungsshow am 6. Februar 2012 | 5. Ausscheidungsshow am 6. Februar 2012 | 5. Ausscheidungsshow am 6. Februar 2012 | 5. Ausscheidungsshow am 6. Februar 2012 |
| Platz                                   | Startnr.                                | Kandidat                                | Lied                                    | Originalinterpret                       | Televoting-Countdown                    |
| --------------------------------------- | --------------------------------------- | --------------------------------------- | --------------------------------------- | --------------------------------------- | --------------------------------------- |
| 1.                                      | 6                                       | Roman Lob                               | Drive                                   | Incubus                                 | 020,3 %                                 |
| 2.                                      | 4                                       | Shelly Phillips                         | I Try                                   | Macy Gray                               | 020,3 %                                 |
| 3.                                      | 5                                       | Yana Gercke                             | We Found Love                           | Rihanna                                 | 020,1 %                                 |
| 4.                                      | 1                                       | Katja Petri                             | Certain Someone (Eigenkomposition)      | On a Sunday                             | 016,3 %                                 |
| 5.                                      | 2                                       | Ornella De Santis                       | You Are the Sunshine of My Life         | Stevie Wonder                           | 018,8 %                                 |
| 6.                                      | 3                                       | Céline Huber                            | Russian Roulette                        | Rihanna                                 | 018,5 %                                 |

 Kandidat hat sich für die nächste Runde qualifiziert.
Bestes Ergebnis nach dem ersten Televoting-Countdown
Bestes Ergebnis nach dem zweiten Televoting-Countdown
Bestes Ergebnis nach dem dritten Televoting-Countdown
Bestes Ergebnis nach dem vierten Televoting-Countdown
Ergebnisse nach dem fünften Televoting-Countdown

### Viertelfinalshow
Das Viertelfinale fand am 9. Februar 2012 statt und wurde als erste Show im Ersten ausgestrahlt. Die verbliebenen fünf Kandidaten sangen in zwei Runden zwei Titel. Die Fernsehzuschauer wählten per Televoting-Countdown vier Teilnehmer in die nächste Runde.
| 1. | 5 | Roman Lob         | You Give Me Something          | James Morrison  | 020,7 % |
| 1. | 5 | Roman Lob         | Day by Day (Eigenkomposition)  | Rooftop Kingdom | 020,7 % |
| 2. | 4 | Yana Gercke       | Who Knew                       | Pink            | 020,5 % |
| 2. | 4 | Yana Gercke       | Talking to the Moon            | Bruno Mars      | 020,5 % |
| 3. | 2 | Ornella De Santis | I’ll Be There                  | Jackson Five    | 021,9 % |
| 3. | 2 | Ornella De Santis | Love the Way You Lie (Part II) | Rihanna         | 021,9 % |
| 4. | 3 | Shelly Phillips   | Can’t Take My Eyes Off of You  | Frankie Valli   | 025,3 % |
| 4. | 3 | Shelly Phillips   | Have It All                    | Jeremy Kay      | 025,3 % |
| 5. | 1 | Katja Petri       | All You Wanted                 | Michelle Branch | 025,3 % |
| 5. | 1 | Katja Petri       | Stay                           | Hurts           | 025,3 % |

 Kandidat hat sich für die nächste Runde qualifiziert.
Bestes Ergebnis nach dem ersten Televoting-Countdown
Bestes Ergebnis nach dem zweiten Televoting-Countdown
Bestes Ergebnis nach dem dritten Televoting-Countdown
Ergebnisse nach dem vierten Televoting-Countdown

### Halbfinalshow
Das Halbfinale fand am 13. Februar 2012 statt und wurde erneut auf ProSieben ausgestrahlt. Jeder der verbliebenen vier Kandidaten sang in einer ersten Runde einen Titel. Nach einem Televoting-Countdown schied der Letztplatzierte aus. Die anderen drei Kandidaten sangen einen zweiten Song, wonach die Fernsehzuschauer in einer weiteren Abstimmung die beiden Finalisten bestimmten.
| Halbfinalshow am 13. Februar 2012 | Halbfinalshow am 13. Februar 2012 | Halbfinalshow am 13. Februar 2012 | Halbfinalshow am 13. Februar 2012     | Halbfinalshow am 13. Februar 2012 | Halbfinalshow am 13. Februar 2012         | Halbfinalshow am 13. Februar 2012          | Halbfinalshow am 13. Februar 2012 |
| Platz                             | Startnr.                          | Kandidat                          | Lied                                  | Originalinterpret                 | Televoting-Countdown nach dem ersten Lied | Televoting-Countdown nach dem zweiten Lied |                                   |
| --------------------------------- | --------------------------------- | --------------------------------- | ------------------------------------- | --------------------------------- | ----------------------------------------- | ------------------------------------------ | --------------------------------- |
| 1.                                | 4                                 | Roman Lob                         | Bad Day                               | Daniel Powter                     | 026,2 %                                   | 035,7 %                                    |                                   |
| 1.                                | 4                                 | Roman Lob                         | Use Somebody                          | Kings of Leon                     | 026,2 %                                   | 035,7 %                                    |                                   |
| 2.                                | 2                                 | Ornella De Santis                 | Eu Vou Ser Mais Eu (Eigenkomposition) | Ornella De Santis                 | 028,9 %                                   | 036,4 %                                    |                                   |
| 2.                                | 2                                 | Ornella De Santis                 | If I Ain’t Got You                    | Alicia Keys                       | 028,9 %                                   | 036,4 %                                    |                                   |
| 3.                                | 3                                 | Yana Gercke                       | Rolling in the Deep                   | Adele                             | 026,2 %                                   | 036,1 %                                    |                                   |
| 3.                                | 3                                 | Yana Gercke                       | Skyscraper                            | Demi Lovato                       | 026,2 %                                   | 036,1 %                                    |                                   |
| 4.                                | 1                                 | Shelly Phillips                   | Astronautenlied (Eigenkomposition)    | Shelly Phillips                   | 028,7 %                                   |                                            |                                   |

 Kandidat hat sich für die nächste Runde qualifiziert.
Bestes Ergebnis nach dem ersten Televoting-Countdown
Bestes Ergebnis nach dem zweiten Televoting-Countdown nach dem ersten Song und Ergebnisse nach dem zweiten Televoting-Countdown nach dem zweiten Song
Ergebnisse nach dem dritten Televoting-Countdown

### Finalshow

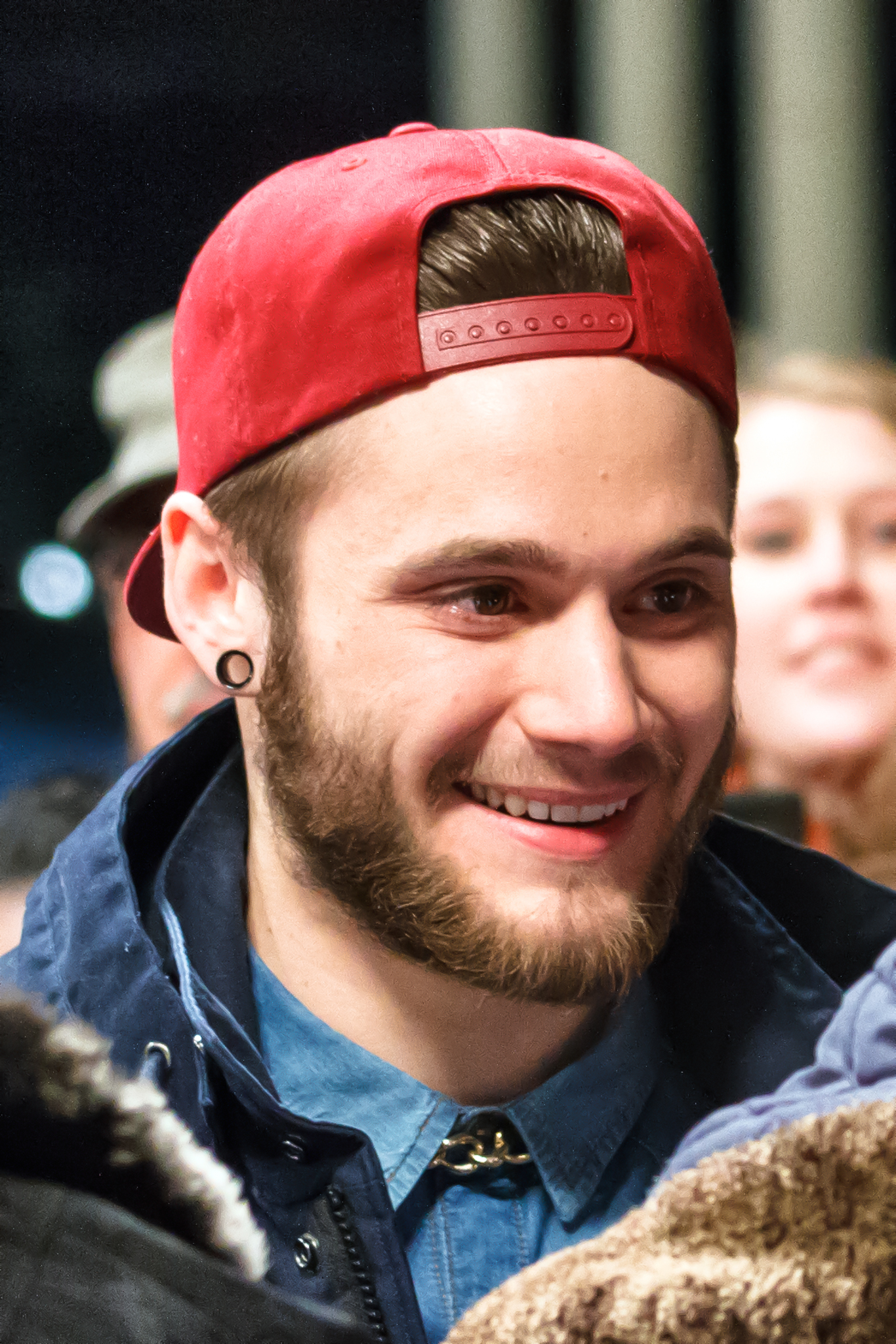
Der Gewinner der deutschen Vorentscheidung: Roman Lob

Das Finale fand am 16. Februar 2012 statt und wurde im Ersten übertragen. Zunächst sangen beide Kandidaten drei eigens komponierte Songs. Danach folgte eine Abstimmung der Zuschauer, mit welchem der drei Songs der jeweilige Kandidat in Baku auftreten sollte. Diesen Titel trugen die beiden Finalisten noch einmal vor, ehe per Telefonvoting der „Star für Baku“ gewählt wurde. Roman Lob siegte und vertrat Deutschland beim Eurovision Song Contest in Baku mit dem Titel Standing Still von Steve Robson, Jamie Cullum und Wayne Hector.
| Finalshow am 16. Februar 2012 | Finalshow am 16. Februar 2012 | Finalshow am 16. Februar 2012 | Finalshow am 16. Februar 2012            | Finalshow am 16. Februar 2012 | Finalshow am 16. Februar 2012 |
| Platz                         | Kandidat                      | Lied                          | Komponist                                | Televoting Song               | Televoting Kandidat           |
| ----------------------------- | ----------------------------- | ----------------------------- | ---------------------------------------- | ----------------------------- | ----------------------------- |
| 1.                            | Roman Lob                     | Conflicted                    | Martin Mulholland                        | 06,5 %                        | 050,7 %                       |
| 1.                            | Roman Lob                     | Alone                         | Gary Go, Emanuel Kiriakou                | 016,7 %                       | 050,7 %                       |
| 1.                            | Roman Lob                     | Standing Still                | Wayne Hector, Steve Robson, Jamie Cullum | 076,8 %                       | 050,7 %                       |
| 2.                            | Ornella De Santis             | Quietly                       | Alex Geringas, Liz Vida, Guy Roche       | 070,0 %                       | 049,3 %                       |
| 2.                            | Ornella De Santis             | Alone                         | Gary Go, Emanuel Kiriakou                | 017,6 %                       | 049,3 %                       |
| 2.                            | Ornella De Santis             | Standing Still                | Wayne Hector, Steve Robson, Jamie Cullum | 012,4 %                       | 049,3 %                       |

Gewinner des Televotings und der durch das Televoting ausgewählte Song
Durch das Televoting ausgewählter Song der unterlegenen Finalistin

## Quoten
| Nr. (gesamt) | Sender    | Datum                | Zuschauer | Zuschauer       | Marktanteil | Marktanteil     |
| Nr. (gesamt) | Sender    | Datum                | Gesamt    | 14 bis 49 Jahre | Gesamt      | 14 bis 49 Jahre |
| ------------ | --------- | -------------------- | --------- | --------------- | ----------- | --------------- |
| 000001       | ProSieben | Do, 12. Januar 2012  | 2,44 Mio. | 1,86 Mio.       | 8,2 %       | 15,6 %          |
| 000002       | ProSieben | Do, 19. Januar 2012  | 1,71 Mio. | 1,26 Mio.       | 5,4 %       | 10,1 %          |
| 000003       | ProSieben | Do, 26. Januar 2012  | 1,73 Mio. | 1,29 Mio.       | 5,6 %       | 10,6 %          |
| 000004       | ProSieben | Do, 2. Februar 2012  | 1,62 Mio. | 1,09 Mio.       | 5,3 %       | 09,2 %          |
| 000005       | ProSieben | Mo, 6. Februar 2012  | 1,13 Mio. | 0,82 Mio.       | 3,5 %       | 06,5 %          |
| 000006       | Das Erste | Do, 9. Februar 2012  | 1,99 Mio. | 0,98 Mio.       | 6,3 %       | 07,7 %          |
| 000007       | ProSieben | Mo, 13. Februar 2012 | 1,22 Mio. | 0,93 Mio.       | 3,8 %       | 07,1 %          |
| 000008       | Das Erste | Do, 16. Februar 2012 | 2,19 Mio. | 1,13 Mio.       | 6,9 %       | 08,9 %          |

## Kritik
Vielfach wurde bemängelt, dass die Ausscheidung allzu sehr in die Länge gezogen würde, was sich auch in vergleichsweise schlechten Quoten niederschlüge. Auch die „Blitztabelle“ wurde teilweise als wettbewerbsverzerrend kritisiert.